# From Hell I Rise
From Hell I Rise är Kerry Kings debutalbum som soloartist. Den släpptes den 17 maj 2024 på etiketten Reigning Phoenix. 

## Låtlista
| Nr  | Titel                       | Längd |
| --- | --------------------------- | ----- |
| 1.  | Diablo                      |       |
| 2.  | Where I Reign               |       |
| 3.  | Residue                     |       |
| 4.  | Idle Hands                  | 3:45  |
| 5.  | Trophies of the Tyrant      |       |
| 6.  | Crucifixation               |       |
| 7.  | Tension                     |       |
| 8.  | Everything I Hate About You |       |
| 9.  | Toxic                       |       |
| 10. | Two Fists                   |       |
| 11. | Rage                        |       |
| 12. | Shrapnel                    |       |
| 13. | From Hell I Rise            |       |

## Medverkande
- Kerry King – gitarr
- Mark Osegueda – sång
- Phil Demmel – gitarr
- Kyle Sanders – basgitarr
- Paul Bostaph – trummor